# Poshteh Zānak
Poshteh Zānak (persiska: پشته زنگ, پشته زانک) är en ort i Iran.   Den ligger i provinsen Kerman, i den sydöstra delen av landet, 900 km sydost om huvudstaden Teheran. Poshteh Zānak ligger 2 769 meter över havet och antalet invånare är 108.
Terrängen runt Poshteh Zānak är huvudsakligen kuperad, men norrut är den bergig.Runt Poshteh Zānak är det glesbefolkat, med 17 invånare per kvadratkilometer. Närmaste större samhälle är Qalandarān, 5,1 km söder om Poshteh Zānak. Omgivningarna runt Poshteh Zānak är i huvudsak ett öppet busklandskap.